# ماريوس أنتونياديس
ماريوس أنتونياديس (باليونانية: Μάριος Αντωνιάδης) (14 مايو 1990 بنيقوسيا في قبرص - ) هو لاعب كرة قدم قبرصي في مركز الدفاع. شارك مع منتخب قبرص تحت 19 سنة لكرة القدم ومنتخب قبرص تحت 21 سنة لكرة القدم ومنتخب قبرص لكرة القدم. أما مع النوادي، فقد لعب مع نادي أبويل.

## مسيرته الكروية
لعب ماريوس أنتونياديس خلال مسيرته الاحترافية مع 4 أندية في ثلاثة عشر موسمًا وسجل خلالها هدفًا واحدًا ضمن 102 مباراة. حيث فاز في أربعة مواسم بالكأس وفي ستة مواسم بالدوري.
خاض ماريوس أنتونياديس مسيرته مع نادي أبويل في موسم 2007–08 ليلعب معه تسعة مواسم، مشاركًا في 53 مباراة سجل خلالها هدفًا واحدًا. ثم انتقل إلى نادي بانيونيوس في موسم 2016–17 لمدة موسم واحد، حيث شارك في 10 مباريات ولم يسجل أي هدف. لينتقل بعدها إلى نادي أيك لارنكا في موسم 2017–18 ولمدة موسمين، مشاركًا في 32 مباراة ولم يسجل أي هدف أيضًا. ثم انتقل إلى نادي أبولون ليماسول في موسم 2019–20 لمدة موسم واحد، مشاركًا في 7 مباريات ولم يسجل أي هدف أيضًا.

## وصلات خارجية
- ماريوس أنتونياديس على موقع الاتحاد الأوربي (الإنجليزية)
- ماريوس أنتونياديس على موقع قاعدة بيانات كرة القدم.إي يو (الإنجليزية)
- ماريوس أنتونياديس على موقع ناشيونال فوتبول تيمز (الإنجليزية)
- ماريوس أنتونياديس على موقع Soccerway.com (الإنجليزية)
- ماريوس أنتونياديس على موقع AS.com (الإسبانية)